# Plchov
Plchov település Csehországban, a Kladnói járásban. Plchov Kvílice, Jedomělice, Třebíz, Pozdeň és Libovice településekkel határos. Lakosainak száma 206 fő (2024. január 1.).

## Népesség
A település lakosságának változását az alábbi diagram mutatja:
| Lakosok száma | 234  | 266  | 305  | 201  | 177  | 169  | 185  | 192  | 199  | 206  |
|               | 1869 | 1890 | 1921 | 1950 | 1980 | 2001 | 2017 | 2019 | 2022 | 2024 |